# El húsar de la guardia
El húsar de la guardia és una sarsuela en un acte dividit en 3 quadres, amb llibret de Guillermo Perrín i Manuel Palacios i música d'Amadeu Vives en col·laboració amb Gerónimo Giménez, estrenada al Teatro de la Zarzuela de Madrid, l'1 d'octubre de 1904. A Barcelona va veure la llum per primera vegada, el 12 de novembre del mateix any, al Teatre Granvia.